# Революционная коммунистическая лига (Палестина)

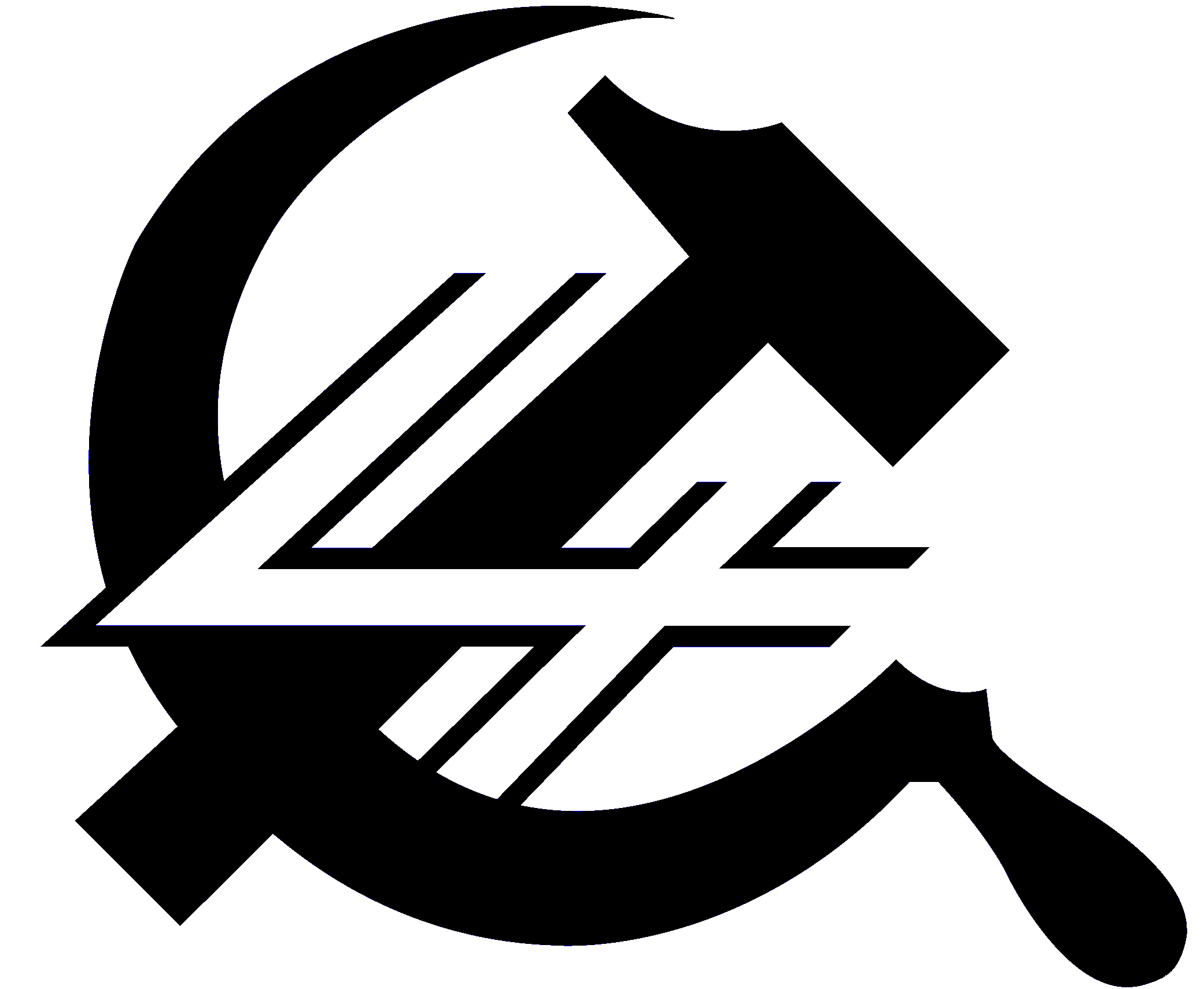
Символ Четвертого интернационала

Революционная коммунистическая лига, РКЛ (транслит. с иврита: Brit Kommunistim Mahapchanin) — троцкистская политическая организация в Палестине во время британского мандата, существовавшая с конца 1930-х до конца 1940-х годов. Официальная палестинская секция Четвертого интернационала.

## Создание
В конце 1930-х годов в Палестине была организована троцкистская организация, названная Революционной коммунистической лигой. В её создании принимали участие бывшие активисты брандлеровской Коммунистической партии — Оппозиции, эмигрировавшие в Палестину после прихода Гитлера к власти в Германии. После эмиграции они стали приближаться от бухаринистских к троцкистским позициям и установили контакты с Международной левой оппозицией. Вторым компонентом РКЛ стала Партия рабочих Сиона и марксистские кружки земли Израиля (Mifleget Poale Zion VeHaHugim HaMarksistim beEretz Yisrael) или просто «Марксистские кружки» (МК). МК являлись молодежной организацией левой фракции Поалей Цион, связанной с Лондонским бюро социалистических партий. Третьим компонентом являлось левое киббуцное движение «Хашомер-Хацаир», также поддерживавшее отношения с Лондонским бюро. В 1940 году к РКЛ присоединился палестинский коммунист Джабра Никола, порвавший с Коммунистической партией Палестины после заключения пакта Молотова — Риббентропа в 1939 году. Лига издавала газету «Kol Hama’amad» («Голос класса»).
Одной из важных фигур в РКЛ был Игаэль Глюкштейн, более известный как Тони Клифф. Являясь активистом «Хашомер-Хацаир», он в 1930-е годы стал склоняться к троцкизму. В 1947 году Клифф переехал в Британию и стал одним из лидеров Революционной коммунистической партии.

## Отношение к сионизму и Израилю
Якоб Таут, один из лидеров РКЛ, пишет:

«Лига отвергала создание еврейского государства, потому что оно могло стать лишь частью разлагающейся капиталистической системы и этот шаг только обострит еврейский вопрос. Кроме того, такое государство может быть создано только путём изгнания живущего здесь арабского населения.»
Лига выступала за необходимость общих действий арабских и еврейских рабочих. В этом контексте она критиковала Гистадрут, членами которого могли быть только еврейские рабочие. В апреле 1946 года в Палестине состоялась всеобщая забастовка, в которой принимали участие железнодорожные, почтовые, портовые и другие рабочие, — как арабы, так и евреи. РКЛ распространяла среди них листовки на иврите и арабском языке. В листовках говорилось, что эта забастовка может оказать влияние на борьбу рабочих в соседних странах.
После принятия Генеральной ассамблеей ООН резолюции № 181, РКЛ выступает резко против раздела Палестины на арабское и еврейское государства. В сентябре 1947 года Лига издает резолюцию под названием «Против разделения», а мае 1948 года — «Против течения». Лига критиковала Советский Союз за признание еврейского государства и за помощь Израилю оружием. Она призывала к революционному пораженчеству с обеих сторон в арабо-израильской войне (1948—1949).
В конце 1940-х годов группа перестала существовать.

### Материалы РКЛ
- Т. Клифф. Палестинская забастовка. Арабское и еврейское единство (май 1946)  (англ.)
- Т. Клифф. Безответственное отношение к еврейскому вопросу (1947)  (англ.)
- Против разделения (резолюция РКЛ, сентябрь 1947)  (англ.)
- Против течения (резолюция РКЛ, май 1948)  (англ.)

### Материалы по истории РКЛ
- Борьба за троцкизм в Палестине (предисловие к резолюции РКЛ «Против течения», 1948)  (англ.)
- Т. Клифф. Мир, который нужно завоевать. Жизнь революционера (2000)  (англ.)